# Liam Kenny
Liam Kenny (* 2. November 1977 in Perth, Australien) ist ein ehemaliger irischer Squashspieler.

## Karriere
Liam Kenny, der neben der irischen auch die australische Staatsbürgerschaft besitzt, begann seine professionelle Karriere im Jahr 1996 und gewann acht Turniere auf der PSA World Tour. Seine höchste Platzierung in der Weltrangliste erreichte er mit Rang 31 im April 2007. In den Jahren 2001 sowie 2004 bis 2008 wurde er insgesamt sechsmal irischer Landesmeister. Mit der irischen Nationalmannschaft nahm er 2001, 2003, 2005, 2007 und 2009 an Weltmeisterschaften teil. Von 2001 bis 2008 war er außerdem stets im irischen Aufgebot bei Europameisterschaften. 2009 beendete er seine Karriere.

## Erfolge
- Gewonnene PSA-Titel: 8
- Irischer Landesmeister: 6 Titel (2001, 2004–2008)